# Moschato
Moschato (in greco Μοσχάτο?) è un ex comune della Grecia nella periferia dell'Attica (unità periferica di Atene Meridionale) con 23 153 abitanti secondo i dati del censimento 2001.
È stato soppresso a seguito della riforma amministrativa, detta Programma Callicrate, in vigore dal gennaio 2011 ed è ora compreso nel comune di Moschato-Tavros.